# Castlemartyr
Castlemartyr (irisch Baile na Martra; anglisiert: Ballymarter oder Ballymartyr) ist eine Landstadt im Osten des irischen County Cork, östlich der Stadt Cork. Die Einwohnerzahl von Castlemartyr wurde 2022 mit 1603 Personen ermittelt. Damit hat sich die Anzahl seit 1996 mehr als verdreifacht; damals waren es 484 Einwohner.
Dort findet man noch Überreste der Versuche örtlicher Stämme, sich selbst und ihr Vieh gegen Plünderer und die sehr reale Bedrohung durch wilde Tiere zu verteidigen. Diese Verteidigungseinrichtungen hatten die Form von Ringforts oder Ráths, kreisrunde Erdwerke, die als Wohnstatt und Pferch für die Tiere dienten. Sie lagen erhöht, um ihre Verteidigungsmöglichkeiten zu verbessern. Vielleicht die besten Beispiele solch früher Festungen und Wohnstätten kann man in der Nähe des Dorfes, in den Ortsteilen Mogeely, Kilrush, Couragh, Ballygibbon, Parknahyla, Rathaha, Kilbree, Ballybutler und Dromada More finden.